# Maximilian Joseph von Astfeld
Maximilian Joseph von Astfeld (ur. ok. 1707 r., zm. 1743 r. w Bystrzycy Kłodzkiej) – niemiecki duchowny katolicki, dziekan kłodzki i wikariusz arcybiskupi dla wiernych hrabstwa kłodzkiego od 1740 r.

## Życiorys
Urodził się ok. 1707 r. Pochodził z rodziny arystokratycznej. Został skierowany przez rodziców do kariery duchownej. Ok. 1731 r. otrzymał święcenia kapłańskie. W 1737 r. został proboszczem parafii w Dusznikach. W 1740 r. otrzymał probostwo w Bystrzycy Kłodzkiej i stanowisko dziekana kłodzkiego. Z uwagi na przejęcie hrabstwa kłodzkiego przez Prusy i utrudnianie kontaktów kurii arcybiskupiej w Pradze z duchownymi tych terenów został mianowany wikariuszem książęco-arcybiskupim. Wraz z tą godnością został również kanonikiem kolegiaty św. Krzyża we Wrocławiu i kolegiaty Wszystkich Świętych w Pradze. Zmarł 16 czerwca 1743 r. w Bystrzycy Kłodzkiej, gdzie został pochowany.